# オリビエ・ジャンドビアン
オリヴィエ・ジャンドビアン（Olivier Gendebien 、1924年1月12日 - 1998年10月2日）は、ベルギーブリュッセル出身のレーシングドライバー。「ゲンデビエン」と表記されている場合もある。
スポーツカー耐久レースの名手として知られ、ル・マン24時間レース総合優勝4回など輝かしい成績を収めた。

## 経歴
曽祖父（母方の祖母の父親）はベルギーの大手化学企業ソルベイの創業者エルネスト・ソルベイ。ブリュッセルの裕福な家庭で育ち、貴族的な物腰を備え、陸上・馬術・スキー・テニスなど優れたスポーツマンでもあった。大学生の頃に第二次世界大戦が始まると、ドイツ占領軍に抵抗するレジスタンスの一員として活動した。その後イギリスへ脱出し、イギリス軍特殊空挺部隊 (SAS) のベルギー人パラシュート部隊に所属した。
終戦後の1948年にアフリカのベルギー領コンゴへ渡り、農業技師として土地開拓事業に関わった。そこで荒れた未舗装路の運転技術を認められ、ラリードライバーのシャルル・フレキン (Charles Fraikin) に誘われ、ヨーロッパへ戻るとモータスポーツ活動を始めた。
1952年、フレキンのコ・ドライバーとしてジャガー・XK120に乗り、リエージュ-ローマ-リエージュ・ラリーに参加。1953年よりミッレミリアやスパ24時間、ニュルブルクリンク1000kmなどのスポーツカーレースにも参戦し、スパ・フランコルシャンのカップ戦でフェラーリ・166MMをドライブして初優勝した。
1955年、ル・マン24時間に初出場し総合5位。ドロミテ杯ではメルセデス・ベンツ 300SLを駆り、フェラーリのワークスマシンを破って優勝。これがきっかけでフェラーリに抜擢され、RAC ツーリスト・トロフィーの遠征メンバーに加わったが、予選中のクラッシュで負傷し欠場した。
1966年はフェラーリのレギュラードライバーに定着し、F1デビュー戦のアルゼンチンGPで5位入賞。その後はおもにスポーツカーレースの戦力として重用され、世界選手権シリーズを戦うワークスチーム（スクーデリア・フェラーリ）やベルギーのフェラーリ系ディーラーチーム（エキュリー・フランコルシャンやエキュリー・ナショナル・ベルジュ）で数多くのレースに出走した。
1957年はメジャーレースのランス12時間 (12 Hours of Reims) とツール・ド・フランス (Tour de France) でフェラーリ・250をドライブして優勝。1958年はフェラーリ・250TRをドライブし、ビッグイベントのタルガ・フローリオとルマン24時間を初制覇。ル・マンでコンビを組んだフィル・ヒルとは”車を丁寧に扱う”という耐久レース向きなセンスが共通しており、名コンビとして定着する。1959年はセブリング12時間で初優勝。
1960年はフェラーリからポルシェへ移籍し、セブリング12時間を連覇。ル・マン24時間はフェラーリに復帰し、2度目の優勝を飾る。また、ヨーマン・クレジット・レーシング（BRP）のクーパー・クライマックスでF1に参戦し、地元ベルギーGPで3位初表彰台、続くフランスGPで2位と連続表彰台を獲得した（シリーズランキング6位）。
1961年はセブリング12時間（3連覇）、タルガ・フローリオ（2勝目）、ル・マン24時間（3勝目）という好成績を記す。F1はベルギーGPにスポット参戦し、フェラーリの1-4位独占（ヒル-フォン・トリップス-ギンサー-ジャンドビアン）に名を連ねた。
1962年はタルガ・フローリオ（3勝目）とニュルブルクリンク1000kmで優勝。そして、ル・マン24時間3連覇という偉業を残し38歳で引退した。ル・マン24時間通算4勝（ヒルとのコンビでは3勝）という記録は、1981年に同郷の後輩ジャッキー・イクスに破られるまで個人最多勝記録として残った。
1998年、ベルギー国王アルベール2世からベルギー王冠勲章 (Order of the Crown) を贈られた。同年10月2日、フランス南部タラスコンの自宅で死去。74歳没。

## 主な成績

### スポーツカーレース
- ツール・ド・フランス 3勝（1957.1958.1959）
- ランス12時間 2勝（1957.1958）
- タルガ・フローリオ 3勝（1958.1961.1962）
- セブリング12時間 3勝（1959.1960.1961）
- ル・マン24時間 4勝（1958.1960.1961.1962）
- ニュルブルクリンク1000km 1勝（1962）

### ル・マン24時間
| 年     | エントラント                     | コ・ドライバー             | マシン                     | クラス | 周回 | 総合順位 | クラス順位 |
| ------ | -------------------------------- | -------------------------- | -------------------------- | ------ | ---- | -------- | ---------- |
| 1955年 | エキュリー・ナショナル・ベルジュ | ヴォルフガング・ザイドル   | ポルシェ・550 RSスパイダー | S 1.5  | 276  | 5位      | 2位        |
| 1956年 | スクーデリア・フェラーリ         | モーリス・トランティニアン | フェラーリ・625LM          | S 3.0  | 374  | 3位      | 2位        |
| 1957年 | スクーデリア・フェラーリ         | モーリス・トランティニアン | フェラーリ・250TR          | S 5.0  | 109  | DNF      | DNF        |
| 1958年 | スクーデリア・フェラーリ         | フィル・ヒル               | フェラーリ・250TR/58       | S 3.0  | 305  | 1位      | 1位        |
| 1959年 | スクーデリア・フェラーリ         | フィル・ヒル               | フェラーリ・250TR/59       | S 3.0  | 263  | DNF      | DNF        |
| 1960年 | スクーデリア・フェラーリ         | ポール・フレール           | フェラーリ・250TR/59/60    | S 3.0  | 314  | 1位      | 1位        |
| 1961年 | SEFACフェラーリ                  | フィル・ヒル               | フェラーリ・250TR/61       | S 3.0  | 333  | 1位      | 1位        |
| 1962年 | SEFACフェラーリ                  | フィル・ヒル               | フェラーリ・330TRI/LM      | E +3.0 | 331  | 1位      | 1位        |

### F1
| 年     | エントラント                           | シャシー                 | エンジン               | 1       | 2   | 3     | 4       | 5       | 6       | 7     | 8      | 9   | 10      | 11      | WDC  | ポイント |
| ------ | -------------------------------------- | ------------------------ | ---------------------- | ------- | --- | ----- | ------- | ------- | ------- | ----- | ------ | --- | ------- | ------- | ---- | -------- |
| 1955年 | エキップ・ナショナル・ベルジュ         | フェラーリ・625F1        | フェラーリ 2.5L L4     | ARG     | MON | 500   | BEL DNA | NED     | GBR     | ITA   |        |     |         |         | NC   | 0        |
| 1956年 | スクーデリア・フェラーリ               | フェラーリ・555F1        | フェラーリ 2.5L L4     | ARG 5   | MON | 500   | BEL     |         |         |       |        |     |         |         | 23位 | 2        |
| 1956年 | スクーデリア・フェラーリ               | ランチア-フェラーリ・D50 | ランチア 2.5L V8       |         |     |       |         | FRA Ret | GBR DNA | GER   | ITA    |     |         |         | 23位 | 2        |
| 1958年 | スクーデリア・フェラーリ               | フェラーリ・246F1        | フェラーリ 2.4L V6     | ARG     | MON | NED   | 500     | BEL 6   | FRA     | GBR   | GER    | POR | ITA Ret | MOR Ret | NC   | 0        |
| 1959年 | スクーデリア・フェラーリ               | フェラーリ・246F1        | フェラーリ 2.4L V6     | MON     | 500 | NED   | FRA 4   | GBR     | GER     | POR   | ITA 6  | USA |         |         | 15位 | 3        |
| 1960年 | スクーデリア・フェラーリ               | フェラーリ・246F1        | フェラーリ 2.4L V6     | ARG DNA | MON | 500   | NED     |         |         |       |        |     |         |         | 6位  | 10       |
| 1960年 | ヨーマン・クレジット・レーシングチーム | クーパー・T51            | クライマックス 1.5L L4 |         |     |       |         | BEL 3   | FRA 2   | GBR 9 | POR 7  | ITA | USA 12  |         | 6位  | 10       |
| 1961年 | エキップ・ナショナル・ベルジュ         | エメリソン・Mk2          | マセラティ L4          | MON DNQ | NED |       |         |         |         |       |        |     |         |         | 14位 | 3        |
| 1961年 | スクーデリア・フェラーリ               | フェラーリ・156F1        | フェラーリ 1.5L V6     |         |     | BEL 4 | FRA     | GBR     | GER     | ITA   |        |     |         |         | 14位 | 3        |
| 1961年 | UDTレイストール・レーシングチーム      | ロータス・18/21          | クライマックス 1.5L L4 |         |     |       |         |         |         |       | USA 11 |     |         |         | 14位 | 3        |

- 太字はポールポジション、斜字はファステストラップ。(key)